# خليك فولاذي (ألبوم)
خليك فولاذي هو ألبوم الأستديو الثالث عشر للمطرب المصري تامر حسني وهو من إنتاج شركة روتانا التي أصدرته بدءًا من 28 أغسطس 2020، وتم تسجيل الغناء باستوديو شركة TH Production (شركة تامر حسني الخاصة). ويتضمن الألبوم 11 أغنية تعاون فيها تامر مع عدد من الشُّعراء والمُلحنين والموزعين منهم تامر حسين، تامر علي، وعزيز الشافعي، وسام عبد المنعم، علي فتح الله، مدين، إسلام زكي. إلى جانب وجود أغاني من كلماته وألحانه.

## طرح الألبوم
صرَّح تامر حسني على حسابه الرسمي على موقع «انستجرام» عن طريق خاصية (الاستوري) إنه سيتبع سياسة جديدة في طرح ألبومه الجديد «خليك فولاذي»، حيث يكشف عن الأغاني الجديدة بطريقة غير تقليدية، خلال المناسبات التي يتواجد فيها. وقال تامر: «الألبوم قرب ينزل يا جماعة إن شاء الله، وبسمعكم مقاطع بطريقة جديدة غير تقليدية لأنى بدأت في مرحلة طرح الألبوم لما بتواجد في مكان أو في مناسبة،» وأضاف تامر حسنى: «محدش يفتكر إنى مش بسمعهالكم لو مش عايز المقاطع توصل لكم كنت هعمل حفلة خاصة مفيهاش تصوير إنما أنا عارف إن التصوير بيوصلكوا وأنا كمان بنزل مقاطع من الأغاني عندي ليكم.»

## قائمة الأغاني
| الرقم | اسم الاغنية    | المدة | كلمات          | ألحان         | توزيع           | إدارة الإنتاج |
| ----- | -------------- | ----- | -------------- | ------------- | --------------- | ------------- |
| 1     | اختراع         | 06:55 | أحمد حسن راؤول | أحمد زعيم     | وسام عبد المنعم | روتانا        |
| 2     | مبطلناش إحساس  | 03:01 | محمد القاياتي  | محمد حمزة     | أمين نبيل       | هاني صليب     |
| 3     | فجأة افترقنا   | 03:55 | محمد عاطف      | تامر علي      | يحيى يوسف       | هاني زهران    |
| 4     | بألف سلامة     | 04:34 | تامر حسين      | محمد يحيى     | يحيى يوسف       | روتانا        |
| 5     | قوِّلني كلام     | 03:26 | تامر حسين      | تامر علي      | علي فتح الله    | هاني زهران    |
| 6     | كرهتني في الحب | 03:43 | محمد البوغه    | محمود الخيامي | طارق عبد الجابر | هاني صليب     |
| 7     | في جمال كده    | 03:42 | حسام سعيد      | محمود أنور    | چلال حمداوي     | روتانا        |
| 8     | نفس النهاية    | 03:15 | أحمد المالكي   | مدين          | أحمد عبد السلام | روتانا        |
| 9     | طمعتيني        | 03:19 | بلال سرور      | بلال سرور     | هاني ربيع       | هاني زهران    |
| 10    | قد الفراق      | 05:09 | تامر حسين      | إسلام زكي     | إسلام زكي       | هاني زهران    |
| 11    | خليك فولاذي    | 06:00 | عزيز الشافعي   | عزيز الشافعي  | رامي سمير       | روتانا        |